# الوحدة (بغداد)
ناحية الوحدة هي ناحية عراقية تقع في وسط العراق جنوب محافظة بغداد تبعد عن العاصمة بغداد بحدود 20 كم وتتبع إداريا إلى قضاء المدائن، يبلغ عدد سكان ناحية الوحدة عام 2014 نحو 201٫000 نسمة تقريبا وهي أكبر ناحية من حيث المساحة والسكان في قضاء المدائن.

## الموقع
تقع ناحية الوحدة جنوب بغداد في الجانب الشرقي للمدينة وتتبع إداريا إلى قضاء المدائن تقع الناحية على الطريق السريع الذي يربط ثلاثة محافظات هي البصرة، ميسان، واسط. فهية تعتبر منطقة مهمة في المحافظة وذات كثافة سكانية عالية.

## مناطق تابعة لها
1. الشموس
2. الجعارة
3. البساتين
4. منطقة السلمان
5. النهروان
6. منطقة المشروع
7. منطقة الفاتح
8. حي الزهراء
9. قرية الريحانة
10. منطقة الوحدة
11. منطقة المقداد
12. منطقة الخالصية
13. حي المصانع
14. المنطقة الصناعية
15. بسماية[3]